# Ariane Chebel d'Appollonia
Ariane Chebel d'Appollonia és una autora, professora i politòloga francesa especialitzada en l'extrema dreta de França, el racisme i la integració de minories.

## Trajectòria
Ariane Chebel d'Appollonia és llicenciada per l'Institut d'Estudis Polítics de París (IEP) (1984), diplomada en història contemporània (1986) i doctora en ciències polítiques (1993).
Professora de l'IEP de París, ha fet recerca sobre el nacionalisme, totalitarisme i l'extrema dreta a França.
Està casada amb el professor Simon Reich, qui també treballa a la Universitat de Rutgers - Newark. Han publicat diversos llibres junts, incloent Managing Ethnic Diversity After 9/11: Integration, Security and Civil Liberties in Transatlantic Perspective (Rutgers University Press, 2010) i Immigration, Integration and Security: America and Europe in Comparative Perspective (University of Pittsburgh Press, 2008).
Va col·laborar a la primera part d'un documental sobre l'extrema dreta de França, produït i dirigit per William Karel, on també van aparéixer diversos especialistes de la matèria com Denis Barbier, Jean-Claude Dauphin, Pascal Perrineau, Pierre Milza o Jean-Yves Camus.
Des del 2009 treballa com a professora a l'Escola d'Afers Públics i Administració, així com a la divisió d'assumptes globals de la Universitat de Rutgers - Newark.

## Publicacions destacades
- L'Extrême droite en France: de Maurras à Le Pen, Bruxelles, Complexe et PUF, coll. « Questions au S.XX», 1987 ; rééd. 1996 ISBN 2-87027-573-0 (extractes a llegir en línia).
- Histoire politique des intellectuels en France (1944-1954), 2 vol., Bruxelles, Complexe et PUF, 1990.
- : 1, Des lendemains qui déchantent ISBN 2-87027-369-X.
- : 2, Le Temps de l'engagement ISBN 2-87027-370-3.
- Avec Renaud Alberny (ill. Dominique Boll), L'Europe dans tous ses États, Paris, Gallimard Jeunesse, «Les Documents: société», 1997.
- Les Racismes ordinaires, Paris, Presses de Sciences Po, « La Bibliothèque du citoyen », 1998. ISBN 2-7246-0748-1